# Eidelstedt Center
Het Eidelstedt Center is een overdekt winkelcentrum in het stadsdeel Eidelstedt in het noordwesten van Hamburg. Het winkelcentrum, ontworpen door Architekten Zerbe, werd geopend in 1986.
Het winkelcentrum met een oppervlakte van 11.000 m² herbergt zo'n 30 winkels en 5 horecagelegenheden. Daarnaast is er een parkeergarage met 450 parkeerplaatsen.
Hoewel iedereen het eens was dat het centrum van Eidelstedt attractiever moest worden, verhinderde een referendum in 2012 de uitbreiding van het centrum op de naastgelegen groenvlak. In 2014 werd er opnieuw gesproken over de mogelijkheden om het centrum attractiever te maken. Om de levenskwaliteit en de sociale samenhang in Eidelstedt te verbeteren werd Eidelstedt uitgeroepen tot steungebied sinds 2016.
Eind 2017 werd het winkelcentrum voor minimaal 15 maanden gesloten, waarna het in het voorjaar van 2019 weer heropend zou worden. Na meer dan 30 jaar in gebruik te zijn hadden de eigenaren van het centrum, MEAG Munich en ERGO AssetManagement GmbH besloten om het centrum te moderniseren met hoogwaardigere bouwmaterialen voor de vloeren, wanden en zithoeken, waarmee men de verzorgingsfunctie van het centrum voor Eidelstedt wilde versterken.
Tijdens de sluiting van het winkelcentrum waren de winkels tijdelijk gehuisvest in een containerdorp. Het gemoderniseerde centrum werd op 28 juni 2019 weer heropend. Het management van het centrum is in handen van IPH Handelsimmobilien.